# Ад-Дихани, Фехайд
Фехайд ад-Дихани (араб. فهيد الديحاني‎; род. 11 октября 1966, Эль-Кувейт) — стрелок из Кувейта, олимпийский чемпион в дубль-трапе.
Участвовал на 6 летних Олимпиадах: в 1992 в Барселоне, 1996 в Атланте, 2000 в Сиднее, 2004 в Афинах, 2012 году в Лондоне и 2016 в Рио-де-Жанейро.
Дважды был знаменосцем своей сборной — в 2004 и 2012 годах.

## Биография
На Олимпиаде в Барселоне он участвовал в смешанных соревнованиях по трапу, где, набрав 140 баллов, занял 29 место.
На следующей Олимпиаде в Атланте он участвовал в двух соревнованиях: дубль-трапу и трапу, где занял 20 и 10 места соответственно.
На Олимпиаде в Сиднее Фехайд участвовал в соревнованиях по дубль-трапу, где, набрав 186 баллов, завоевал бронзу.
На Олимпиаде в 2004 году он участвовал в соревнованиях по дубль-трапу, где набрал 134 балла и занял 8 место.
На Олимпиаде-2012 в составе сборной Кувейта участвовал в соревнованиях по трапу, где, набрав 145 баллов, занял 3 призовое место.
Также он участвовал в соревнованиях по дубль-трапу, где в дополнительной перестрелке за бронзу уступил россиянину Василию Мосину.
В 2016 году стал олимпийским чемпионом, причём выступал не за родной Кувейт, а за сборную независимых олимпийских атлетов под олимпийским флагом и награждался под олимпийский гимн, поскольку 27 октября 2015 года МОК приостановил деятельность Олимпийского комитета Кувейта из-за вмешательства государства в его работу.